# Psilopogon armillaris
El barbudo coroniazul (Psilopogon armillaris) es una especie de ave piciforme de la familia Megalaimidae endémica de Indonesia.

## Distribución y hábitat
Se encuentra únicamente en las islas de Java y Bali. Su hábitat natural son bosques tropicales húmedos isleños.